# جان کرول (هنرپیشه)
جان کرول (انگلیسی: John Carroll؛ ۱۷ ژوئیهٔ ۱۹۰۶ – ۲۴ آوریل ۱۹۷۹) یک هنرپیشه اهل ایالات متحده آمریکا بود.